# St. Pölten (Stadtteil)
St. Pölten ist der zentrale Stadtteil der Statutarstadt St. Pölten, der Hauptstadt des Bundeslandes Niederösterreich. Er umfasst die Katastralgemeinden St. Pölten sowie Hafing, Nadelbach, Teufelhof, Waitzendorf und Witzendorf.

## Geographie
Der Stadtteil St. Pölten liegt in der Mitte des Stadtgebiets links der Traisen und erstreckt sich bis an die westliche Stadtgrenze. Sein städtischer Kernraum liegt im Unteren Traisental auf um die 270 m ü. A. Höhe. Die westlichen Teile auf der Pielach-Traisen-Platte, der Geländeschwelle zur Pielach und dem Dunkelsteiner Wald, sind ländlichen Charakters.
Zum Stadtteil nach Gemeindegliederung gehört die Ortschaft und Katastralgemeinde St. Pölten mit dem Stadtzentrum, der Stadtteil Teufelhof im Südwesten sowie – von Nordwest nach West im Bogen darum herum – die Dörfer Waitzendorf, Witzendorf und Nadelbach, sämtlich ebenfalls eigenständige Ortschaften und Katastralgemeinden.
Der Stadtteil umfasst gut 4.500 Adressen mit etwa 22.500 Einwohnern, das sind etwa 40 % der Stadtbevölkerung (um die 54.000).
| Karlstetten (Gem., Bez. St. Pölten-Land)                                      | Obritzberg-Rust (Gem., Bez. St. Pölten-Land) | Viehofen            |
| Neidling (Gem., Bez. St. Pölten-Land) Gerersdorf (Gem., Bez. St. Pölten-Land) | Kompassrose, die auf Nachbargemeinden zeigt  | Wagram Stattersdorf |
|                                                                               | Spratzern                                    |                     |

### Stadtkern Sankt Pölten
Die Katastralgemeinde St. Pölten ist als eigenständige Ortschaft (diese auch Sankt Pölten geschrieben) der formale Gemeindehauptort der Stadt, und umfasst das Stadtzentrum links der Traisen, dessen rechtsufriger Teil ist Wagram.
Die Ortschaft, mit um die 4.000 Adressen mit etwa 21.000 Einwohnern, umfasst:
- die Altstadt mit den angrenzenden Wohngebieten zwischen Stadtwald und Traisenufer, Bundesschulzentrum, Hesserkaserne und dem neuen Regierungsviertel an der Traisen,
- die Stadtgebiete nördlich der Westbahn und des Hauptbahnhofs um Lourdeskirche, Krankenhaus bis zur Traisenausiedlung und dem Areal der Glanzstoff Austria,
- die Siedlungsgebiete südlich der Altstadt zwischen Alpenbahnhof und ÖBB-Hauptwerkstätte sowie Traisen
- die Ortslagen Am Pittnerberg, Eisbergsiedlung, Kupferbrunn und die Siedlungen und Gewerbegebiete an der Linzer Straße (B1) im Westen

Hier auf der Pielach-Traisen-Platte liegen auch noch nicht verstädterte Naherholungsräume, neben dem Stadtwald der Prater, sowie der Hauptfriedhof bei Kupferbrunn, und sonst landwirtschaftlich genutztes Gebiet.
| Waitzendorf (O u. KG) Kupferbrunn                     | Weitern (O u. KG, Stt. Viehofen) Am Pittnerberg | Viehofen (O u. KG, Stt. Viehofen)                                    |
| Eisbergsiedlung Witzendorf (O u. KG) Hafing (O u. KG) | Kompassrose, die auf Nachbargemeinden zeigt     | Unterwagram (O u. KG, Stt. Wagram) Oberwagram (O u. KG, Stt. Wagram) |
| Nadelbach (O u. KG) Teufelhof (O u. KG)               | Spratzern (O u. KG, Stt. Spratzern)             | Stattersdorf (O u. KG, Stt. Stattersdorf)                            |

## Geschichte und Infrastruktur
Das schon um 800 nach dem Awarenfeldzug Karls des Großen begründete Benedektinerkloster und die seit 1030 urkundliche gleichnamige Ansiedlung, die auf alten römischen Kastellresten entstanden waren, hießen St. Hippolyt. Das Hippolytuskloster gehörte zum Kloster Tegernsee, wurde nach den Ungarnkriegen als Augustiner Chorherrenstift neubesiedelt, und bekam um 1050 das Marktrecht verliehen. Das erste Stadtprivileg datiert 1159, eines der ältesten Mitteleuropas. Daneben findet sich eine zum Bistum Passau gehörige Ortslage Treisma schon um 799 genannt.
Der Aufbau des Stadtteils innerhalb der Stadt spiegelt die geschichtliche Stadtentwicklung wider. Die Altstadt stellt die mittelalterliche Stadt innerhalb ihrer doppelten Stadtmauern dar, das kleine Landstädtchen hatte zur Zeit des Baues im späteren 13. Jahrhundert wohl um die 2500 Einwohner. Diese Stadt gliederte sich – um den zu dieser Zeit neu angelegten Marktplatz, den Breiten Markt (heutiger Rathausplatz) – in Marktviertel (Westen), Klosterviertel (im Norden), Holzviertel und Ledererviertel (Südosten). Das Klosterviertel, mit um die 500 Einwohnern, galt ab 1365/67 als teils Passauerischer Besitz, teils der des Chorherrenstifts (heutiges Domkapitel), als eigenständig neben der eigentlichen Stadt, die ein kaiserliches Kammergut darstellte. Bis Ende der Frühen Neuzeit stieg die Einwohnerzahl mitsamt dem einzigen Vorort, der Vorstadt Gries (vor dem Wiener Tor an der Traisenbrücke), nicht über 4000. Diese Bevölkerungszahl blieb in der Altstadt bis in die 1980er gleich, und sank erst in den letzten Jahrzehnten auf gut 2500.
Die Katastralgemeinde stellt die um 1821 geschaffene Steuergemeinde dar, zu der neben der Stadt auch das seinerzeit noch immer weitgehend gänzlich ländliche Umland vor den Stadtmauern gehörte, Ackerland und Wiesen mit einigen Gehöften, sowie Stadtwald, bis an die Grenzen der umliegenden eigenständigen Dörfer. Daraus entstand durch Zusammenlegung der Stadtgründe und dem Klosterviertel erst nach der Revolution 1848/49 die Ortsgemeinde namens St. Pölten.
Bis Ende des 19. Jahrhunderts setzten dann durch Schleifung der Stadtmauern und Stadttore und Bau der Westbahn 1856–58 die Gründerzeit und die Industrialisierung ein, schon um 1880 erreichte die Stadtgemeinde 10.000 Einwohner, um 1910 20.000. Die Stadt in dieser Gestalt bestand bis 1922, dann wurden Ober- und Unterwagram, Spratzern, Teufelhof und Viehofen eingemeindet, und das ursprüngliche St. Pölten bildete nurmehr eine der Ortschaften dieser neuen Gemeinde.
Abgesehen von der – 1955 gutteils rückgängig gemachten – Phase eines „Groß-Sankt Pölten“ nach dem Anschluss 1939 erfolgten erst um 1970 weitere Eingemeindungen, und mit der Erhebung zur Hauptstadt Niederösterreichs 1986 entstand auch die Gliederung in gemeindespezifische Stadtteile. Zu St. Pölten als Stadtteil kamen nur Teufelhof und aus Organisationsgründen die westlichen kleinen Dörfer, die schon von alters her nach St. Pölten eingeschult und -pfarrt waren. Die Stadt entwickelte sich primär in Nord-Süd-Richtung im Traisental: Sie hat als verwachsene urbane Siedlungseinheit eine Ausdehnung von 8 Kilometern von Viehofen im Norden bis Spratzern im Süden, reicht also weit über das Gebiet der Katastralgemeinde hinaus (und geht im Norden bei Unterradlberg schon weitgehend in Herzogenburg über), Ost–West misst sie mit Ober-/Unterwagram auf der anderen Traiseneite aber nur knapp 4 Kilometer. Auf der Traisen-Pielach-Schwelle hingegen entstanden erst in jüngsten Jahren einige Siedlungen, sodass hier noch viel unbebauter Raum zu finden ist. Außerdem sank die Bevölkerung der Ortschaft durch Stadtflucht in die Vororte in den letzten Jahrzehnten vom Höchststand von knapp 27.000 per 1971 auf nurmehr etwas über 20.000 per 2011. Damit ist die Bevölkerungsdichte im Kern-Stadtteil mit 1000 EW/km² vergleichsweise noch sehr niedrig (Wien-1. Bezirk hat ca. 5500 EW/km², Linz-Innenstadt 5000 EW/km²).
Wichtigste Umgestaltungen des Stadtkerns und Infrastrukturmaßnahmen in jüngeren Jahren waren neben dem Bau des Regierungsviertels 1992–97 Projekte wie die Neuerrichtung des 1894 begründeten Universitätsklinikum bis 1975 und ab 1999, die Innenstadt-Neugestaltung mit Rathausplatzgestaltung, Tiefgarage und Fußgängerzone 1988–96, die Neueinrichtung der Fachhochschule in der Matthias Corvinus-Straße 2007, der Hauptbahnhofs-Neubau 2006 bis 2011 sowie der Abbruch des alten Aufnahmsgebäudes der Leobersdorfer Bahn im Bereich des Alpenbahnhofs ab 2017. Mit dem Areal der 1906 seinerzeit noch knapp außerhalb der Stadtgrenzen errichteten und nach einem Brand 2008 geschlossenen Firma Glanzstoff Austria entsteht ein neues Siedlungskonzept.
Siehe auch: Liste der denkmalgeschützten Objekte in St. Pölten